# Ceromya americana
Ceromya americana är en tvåvingeart som först beskrevs av Townsend 1892.  Ceromya americana ingår i släktet Ceromya och familjen parasitflugor. Inga underarter finns listade i Catalogue of Life.